# Reynaert (chanteur)
Pour les articles homonymes, voir Reynaert et Reynaerts.
Joseph Reynaerts, connu aussi sous son pseudonyme Reynaert, né le 24 juillet 1955 à Seraing en Belgique et mort le 5 novembre 2020, est un auteur-compositeur-interprète belge.

## Biographie

### Débuts
Reynaert commence sa carrière en chantant dans les rues à l'âge de 18 ans. 
En 1978, il remporte - ex æquo avec Renaud - le Festival international de la chanson française de Spa avec la chanson Cerf-volant. 
Il publie un deuxième 45 tours, Pas Assez, en 1982. Son premier album paraît en 1984.

### Concours Eurovision de la chanson
En 1988, pour choisir le représentant de la Belgique au Concours Eurovision de la chanson, le radiodiffuseur belge francophone, la RTBF, organise une finale nationale intitulée Finale nationale - Eurovision 1988. Présentée par Patrick Duhamel le 27 février 1988 aux studios de la RTBF à Bruxelles, la chanson Laissez briller le soleil de Reynaert y est choisie pour représenter la Belgique au Concours qui a lieu le 30 avril à Dublin. Malgré son titre, elle témoigne d'un lyrisme sombre, presque désespéré.
Au terme du vote final à Dublin, la Belgique termine 18e — à égalité avec le Portugal — sur les 21 pays participants, ayant reçu 5 points au total, provenant tous de la part du jury français,.

### Fin de carrière
Laissez briller le soleil a rencontré peu de succès. Reynaert abandonne progressivement la carrière de chanteur.
Il devient ensuite directeur du Centre culturel de Flémalle, puis de celui de Soumagne.
Il meurt le 5 novembre 2020, emporté par l'épidémie de Covid-19. Il est inhumé au cimetière d'Amay (Amay Nouveau).